# Flicker (Astronomie)
Der Begriff Flicker beschreibt in der Stellarphysik stochastische Helligkeitsänderungen sonnenähnlicher Sterne mit Perioden von unter 8 Stunden.

## Ursache
Sonnenähnliche Sterne transportieren in ihrer Photosphäre die Energie überwiegend mittels Konvektion. Dadurch steigen Gasblasen auf und werden am Dichtesprung beim Übergang zur Chromosphäre reflektiert. In der Folge laufen Dichtewellen (akustische Schwingungen, ähnlich der 5-Minuten-Periode der Sonne) in den Stern, deren Überlagerung zu einem charakteristischen Frequenzspektrum führt.
Daneben kommt es bei sonnenähnlichen Sternen zu Helligkeitsänderungen aufgrund des Auftauchens und Absteigens von Granulen in der Photosphäre.

## Anwendung
In Abhängigkeit vom Spektraltyp nimmt die Tiefe der Konvektionszone zu, mit der sich auch die Geschwindigkeit der aufsteigenden Konvektionszellen ändert. Daraus kann indirekt, mit Hilfe des Frequenzspektrums, die Oberflächenbeschleunigung des Sterns abgeleitet werden, und zwar mit einer Genauigkeit von ca. 25 Prozent, was besser ist als bei einer weiteren photometrischen Methode, der spektroskopischen Beobachtung.
Aus der Oberflächenbeschleunigung, die über den Flicker ermittelt wurde, lässt sich – ähnlich wie bei der Asteroseismologie – auf die fundamentalen Sternparameter Masse und Radius schließen.

## Begriffabgrenzung
Der ähnliche Begriff Flickering beschreibt in der Astrophysik kurzfristige Helligkeitsschwankungen in der Größenordnung von Sekunden, die bei der Akkretion von Materie auf einen kompakten Stern entstehen.